# コグニティブインタラクション
コグニティブインタラクション（英語: cognitive interaction）とは、主に認知科学から発展した分野であり、人間や人工物との双方向のやり取りのうち、他者モデル（model of others）を継続的に扱うことにより発生する諸問題を扱う研究分野である。
本分野の研究者は、人間や動物、人工物との双方向のやり取りを一過性のものではなく、双方向のやり取りから相手の心的状態を他者のモデルとして推定し、そのモデルが相互作用によってどのように変化するかという観点での分析を行っている。その特徴から、人間同士の集団行動や、ペット、家畜などの伴侶動物、知的エージェントやエンタテインメントロボットといった、複雑な内部状態を持つ、あるいは想起させる生物・人工物との相互作用を一貫した視点で分析し、適切な内部プログラムを設計する手法として着目されている。
本分野を主導する研究者は、科学分野では認知科学や生物学、工学分野では情報工学や人工知能といった学術分野から派生した研究者が多い。またその特性上、他者と認知される人工物を社会的に応用するヒューマンエージェントインタラクションを主導する研究者も密接に関わる傾向がある。本研究者の一部はAlex Pentlandが提案する、人間の態度や意図を反映した正直シグナル（Honest signal）を相互作用から決定する課題に取り組んでいる。

## 学術会議
コグニティブインタラクションを主導する学会として、年次開催されるInternational Conference on Human-Agent Interaction（略称：HAI）がある。その他、IEEEやACM、その他の独立した学会が主催する以下の科学および工学に関わる学術会議がコグニティブインタラクションに相当する分野を扱っている。

### その他の学術会議（一部）
- CogSci:  Annual Meeting of the Cognitive Science Society
- HRI: ACM/IEEE International Conference on Human–robot interaction
- RO-MAN: IEEE International Symposium on Robot and Human Interactive Communication
- AAMAS:  International Conference on Autonomous Agents and Multiagent Systems
- IJCAI: International Joint Conference on Artificial Intelligence